# اریش برنفنگر
اریش برنفنگر (به آلمانی: Erich Bärenfänger) (۱۲ ژانویه ۱۹۱۵ – ۲ مه ۱۹۴۵) نظامی بلندپایه آلمانی در دوره رایش سوم بود.
وی شان صلیب شوالیه صلیب آهنین با برگ‌های بلوط و شمشیرها را به خاطر شجاعت فوق‌العاده در میدان نبرد و لیاقت در فرماندهی از پیشوا دریافت کرد. برنفنگر در روزهای پایانی جنگ جهانی دوم از فرماندهان نیروهای مدافع برلین در مقابل نیروی ارتش سرخ شوروی بود. روز ۱ مه ۱۹۴۵ در حالیکه برلین به شدت توسط نیرویهای شوروی تحت فشار بود، برنفنگر تعدادی تانک تیگر را در یکی از خیابانهای نزدیک سنگر پیشوا فرماندهی می‌کرد. برنفنگر روز ۲ مه در برلین به همراه همسر خود خودکشی کرد تا تسلیم نیروهای آلمانی به متفقین را نبیند.